# 魔城伝説
『魔城伝説』（まじょうでんせつ、英題: Knightmare ）は、コナミ（現・コナミデジタルエンタテインメント）より1986年にMSX用に発売されたトップビューの縦スクロールシューティングゲーム。
『コナミアンティークスMSXコレクション』（プレイステーション、セガサターン、ゲームアーカイブス）にも収録され、近年には携帯電話、i-revo、WiiやWii Uのバーチャルコンソール、プロジェクトEGGでも配信された。

## 概要
当時のシューティングゲームとしては珍しいファンタジー路線で、主人公ポポロンがヒュドノスにさらわれた姫・アフロディテを助けるというストーリーとなっている。ポポロンは弓矢を使い、襲い来る魔物を倒していく。
続編も発売されている。『魔城伝説II ガリウスの迷宮』（ファミリーコンピュータ版は『魔城伝説II 大魔司教ガリウス』）はサイドビューのアクションRPG、完結編である『シャロム 魔城伝説III 完結編』はRPG風のアドベンチャーゲームになっており、シリーズの各作品のゲームジャンルがそれぞれ異なっている。
なお、本作の主人公ポポロンは後にMSX版『パロディウス』に魔物退治と称して参加している。
ゲームシステムではアーケードゲームである『ファイナライザー』と武器やパワーアップシステムで共通する部分が多い。
同社が発売した『悪魔城伝説』は本作品と一字違いであるが『悪魔城ドラキュラ』の続編作品であり、本作品およびこのシリーズとは関係ない。

## システム
縦スクロールシューティングゲームである。主人公はポポロンとなり、ヒュドノスを倒すために8つのステージをクリアしていく。
各ステージの地面には、クエスチョンマークのついたパネルが配置されている。これはアフロディテが残した道標という設定になっている。武器を当てるとチェスの駒をモチーフにしたジュエルが表示され、取ると得点が増えたり特殊効果が発動したりする。ただの障害物になるハズレもある。
また、所定の位置に来ると、パワークリスタルおよびウェポンクリスタルが画面上部より現れる。取ることでパワークリスタルはスピードアップや透明化などのパワーアップを、ウェポンクリスタルは武器をパワーアップすることができる。
各ステージの最後にはボスキャラがおり、次のステージへのゲートを守っている。ステージによっては、川に橋がかかっていないこともあり、そのときは川に向かって武器を撃ち込み橋を架けるパネルを探す必要がある。
画面の両端に地形があり、スクロールに挟まれるとプレイヤーアウトになる。地形のないところでは左右が繋がっていてワープできる箇所がある。

### ステージ構成
ステージ1
神殿。
ステージ2
森。川はない。
ステージ3
砂漠。
ステージ4
赤く染まった神殿。
ステージ5
城の内部。左右の壁は青いレンガになっている。
ステージ6
荒れ地。
ステージ7
川。水の上に建設された橋の上で戦う。ところどころ橋が架かっていないところがあるが、クエスチョンマークのパネルに武器を当てると現れる。
ステージ8
ヒュドノスのいる神殿の内部。

## キャラクター

### 主人公側
ポポロン
主人公（プレーヤー）。水色の鎧を身にまとっている。初期装備は2連射の弓矢。
アフロディテ
ヒュドノスにとらわれたグリーク王国の姫。

### 敵ボスキャラ
メデューサ
1面のボス。部下にクラウドを従えている。直線的に飛ぶ呪文を放つ。
デス
2面のボス。死神。複雑な動きをする鎌を多量に投げてくる。鎌は主人公の武器で消せる。攻撃すると顔の色が変化する。
サタン
3面のボス。左右に飛びながら放射状に弾を吐く。翼を閉じているときには攻撃できない。攻撃すると目などの色が変化する。
エルダー
4面のボス。長老。顔の中央に巨大な目が一つだけあり、顔全体は白い毛で覆われている。地面でしばらく燃える炎を出す。攻撃すると目の色が変化する。
ソードマン
5面のボス。赤い甲冑をまとった巨大な戦士。両手から斧を投げる。兜の庇が上がっているときしか攻撃できない。
ジャイアント
6面のボス。巨人。足を踏みならすことで地割れを生じさせる。
ホワイトナイト
7面のボス。ブルーナイトをしたがえて登場する。大きさはポポロンと同じ。攻撃すると青あるいは赤に点滅する。画面下まで去ると、再びゲートの中から現れる。
ヒュドノス
8面のボス。アフロディテをさらった怪物。全身に6つの目があり、それぞれから多量の弾を撃つ。クラウドに守られている。

### その他の敵
[*]の敵は、編隊で登場した場合の全滅ボーナスあり。
プト
シットルケの化身。黒スライムのような単細胞。弾をばら撒きながらゆっくり前進する。
バット[*]
吸血コウモリ。弾をばら撒きながら決められたコースを飛行する。飛行パターンは3種類ある。
ブルーナイト[*]
鎧をまとった騎士。耐久力があり、貫通しない武器は4発当てないと倒せない。
エンジェル[*]
堕天使。直進で飛行して途中で方向を変えてプレイヤーに向かってくる。
クラウド
画面上部を漂う雲。攻撃が当たるとポポロンに突進してくる。
ボーン
骸骨。骨を飛ばして攻撃してくる。攻撃しても3回までは頭と胴体が別々になるだけで元に戻り、そのたびに速度を増す。
サンダー
稲妻弾。高速で画面を通過していく。体当たりされやすい。
デビル（小）
雲に包まれて登場して、途中で姿を現して扇状に呪文を吐いて去って行く。
ファイヤー[*]
火の玉。画面を一周して去って行く。
ゴースト[*]
画面の両端からUの字で飛行してくる。横から体当たりされやすい。
ソーサラーA[*]
黄色い顔をした魔法使い。呪文を吐きながら画面上を周回する。
ゾンビ
攻撃を受けると小型の2体に分裂する。キャラクターオーバーの場合は小型化するだけ。
シットルケ
黒装束に身を包んだ妖怪人間。両手を挙げたまま歩いてくる。6方向弾で攻撃してくる。
ソーサラーB
ゆらゆらと飛空しながら近づいてくる。プレイヤーが弾を撃つと姿が消える。出現中はチャイムのような効果音が鳴り続ける。

## アイテム

### ジュエル
クエスチョンマークを撃つことで以下のいずれかになる。背景に隠れており、隠されている場所を撃つことによって出現するものもある。
ルーク
水色。取ると500点。
ナイト
青。敵を全滅させる。
クイーン
赤。10秒間だけ時間を止める。
キング
黄色。残機が増える。
オブスタクル
金属光沢のある障害物。通過できない。
ワープホール
EXITと書かれた穴で入ると先のステージにワープする。一度そのステージまで進んでゲームオーバーになっていることが出現条件。

### パワークリスタル
画面上から出現するPマークの物体で、武器を当てる毎に色が変化していく。何発か武器を当てると横に蛇行し始める。
黒(ボーナス)
1000点加算。
青(スピード)
スピードアップ。最大4段階。
水色(シールド)
前方に盾を装備して敵の弾を防ぐ。ダメージが蓄積すると盾の色が変化し、30発受けると消える（ボスの弾は4発分消費する）
白(トランスペアランス)
一定時間透明になり無敵になる（透明状態でもボスに体当たりすると死ぬ）。なお、シールドを取るとその時点で終了する。
赤(クラッシュ)
一定時間体が赤くなり、体当たりで敵を倒せる。ただしこの時は武器が撃てない。

### ウェポンクリスタル
画面上から出現して、武器を当てることでデザインが変化する。同じ武器を連続で取ると2段階まで強化する。
無地
1000点加算。
ツインアロー
矢が2本になる。2段階目は2連射から3連射になる。
ファイヤー
単射だが3方向に貫通力のある火の玉が出る。2段階目は3列平行になる。
ブーメラン
貫通力のあるブーメランを投げる。途中まで飛ぶと手元に戻ってきて射程は短い。2段階目は2連射から3連射になる。
ソード
貫通力はないが速度が早く、3連射できる刀を投げる。2段階目でソードが2本になり当たり判定が広くなる。
ファイヤーアロー
火のついた矢で貫通力がある。2段階目は2連射から3連射になる。

## 幻の続編
PC-8801mkIISR及びX1用で『魔城伝説II 〜ポポロン激闘編〜』の発売が告知され、パソコン誌で開発中バージョンの紹介記事が掲載されたりもしたが未発売に終わった。内容はMSX版『魔城伝説』をベースにRPG要素を追加したもので、後にMSX用として発売される『魔城伝説II ガリウスの迷宮』とは大きく異なる。
当時の紹介記事をまとめると、以下のような要素があったとされる。
- 残りプレイヤー数の他にライフゲージが存在する[1]。
- 経験値が存在する[1]。経験値が増えるとレベルが上がりポポロンの攻撃力が上がる。
- 武器は投げ武器の他に、竹やりやこん棒などの手持ち武器があり、SHIFTキーで切り替え選択して使用できる[1]。
- 武器には威力を表すSTR値がある[1]。
- ゲーム進行に有用なアイテム（食料、鍵、竹馬など）を追加[1]。
- 盾や鎧の防具が存在する[1]。
- 善良なキャラ（市民キャラクターなど）を攻撃するとポポロンの経験値が下がる[1]。
- 武器、防具、アイテムは持てる数に制限がある[1]。
- シューティングシーンは強制縦スクロールに加えて、画面切り替えで左右に移動できるステージがある。
- 街や城内に入ると画面切り替え方式に変わる[1]。ポポロンの向きや攻撃方向も変わるのかは不明。
- キャラクターの大きさは縦のドット数が倍になり4頭身相当となる。

## その他
韓国では1987年7月までコンピュータプログラムの著作権保護法が設けられていなかったため、Zemina社によって韓国MSXとセガ・マスターシステム向けにコンバート移植されたクローンの『The Three Dragon Story（용의 전설）』（海賊版）が存在する。グラフィックの他にプレイヤーがライフゲージ制、使用する武器に時間制限があるなどの違いがある。
F1キーでポーズをかけるとポポロンは布団に入って鼻提灯を膨らませる。ポーズシーンにおいてこのような「遊び」が導入されたのはコナミのMSXゲームでは本作が初である。

## 参照
1. 1 2 3 4 5 6 7 8 9 10 11  YK-2「魔城伝説II 開発中をスクープ! ポポロン激闘編」『マイコンBASICマガジン』1987年2月号（第6巻第2号）、電波新聞社、1987年2月1日、244 - 245頁。
2. ↑  アスキー 月刊ログイン 1987年3月号 P.196